# 화기애애
화기애애(Friendly & Harmonious)는 한국에서 제작된 장희선 감독의 2005년 영화이다. 김꽃비 등이 주연으로 출연하였다.

## 출연

### 주연
- 김꽃비
- 길해연

### 조연
- 김경륭
- 백현우
- 이원종
- 이유리
- 백소미
- 이미은
- 홍승일
- 채민석
- 박현영
- 김왕근
- 한세은
- 유채목

## 제작진
- 프로듀서: 김태연
- 제작부: 박은지
- 촬영부: 문성진
- 촬영부: 김길자
- 조감독: 강경태
- 연출부: 김진일
- 동시녹음: 정종현
- 미술: 안정주
- CG: 김진상
- 분장: 강윤정
- 촬영오퍼레이션: 인희경
- 콘티: 강병길